# Anopsicus joyoa
Anopsicus joyoa är en spindelart som beskrevs av Willis J. Gertsch 1982. Anopsicus joyoa ingår i släktet Anopsicus och familjen dallerspindlar.
Artens utbredningsområde är Honduras. Inga underarter finns listade i Catalogue of Life.